# Telefilm Medienprojekte
Die Telefilm MedienprojekteGmbH ist eine Film- und Fernsehproduktionsgesellschaft. Firmensitz ist Fürth in Bayern. Die Firma ging 1988 aus einer Personengesellschaft hervor, die bereits seit 1984 Filme für TV-Sender und Industriefilme produzierte. Vorher war Geschäftsführer Peter Ponnath sieben Jahre lang für den Bayerischen Rundfunk als TV-Redakteur und -Regisseur tätig. Die Firma beschäftigte sich zunächst ausschließlich mit der Erstellung von Filmen für das Fernsehen, produzierte aber bald auch Informationsfilme für die Industrie, dazu Image- und Werbefilme. Darüber hinaus startete sie eigene Projekte, darunter mehrere Kinofilme und Dokumentarfilme, die ausschließlich auf DVD und Blu-ray Disc vertrieben wurden.

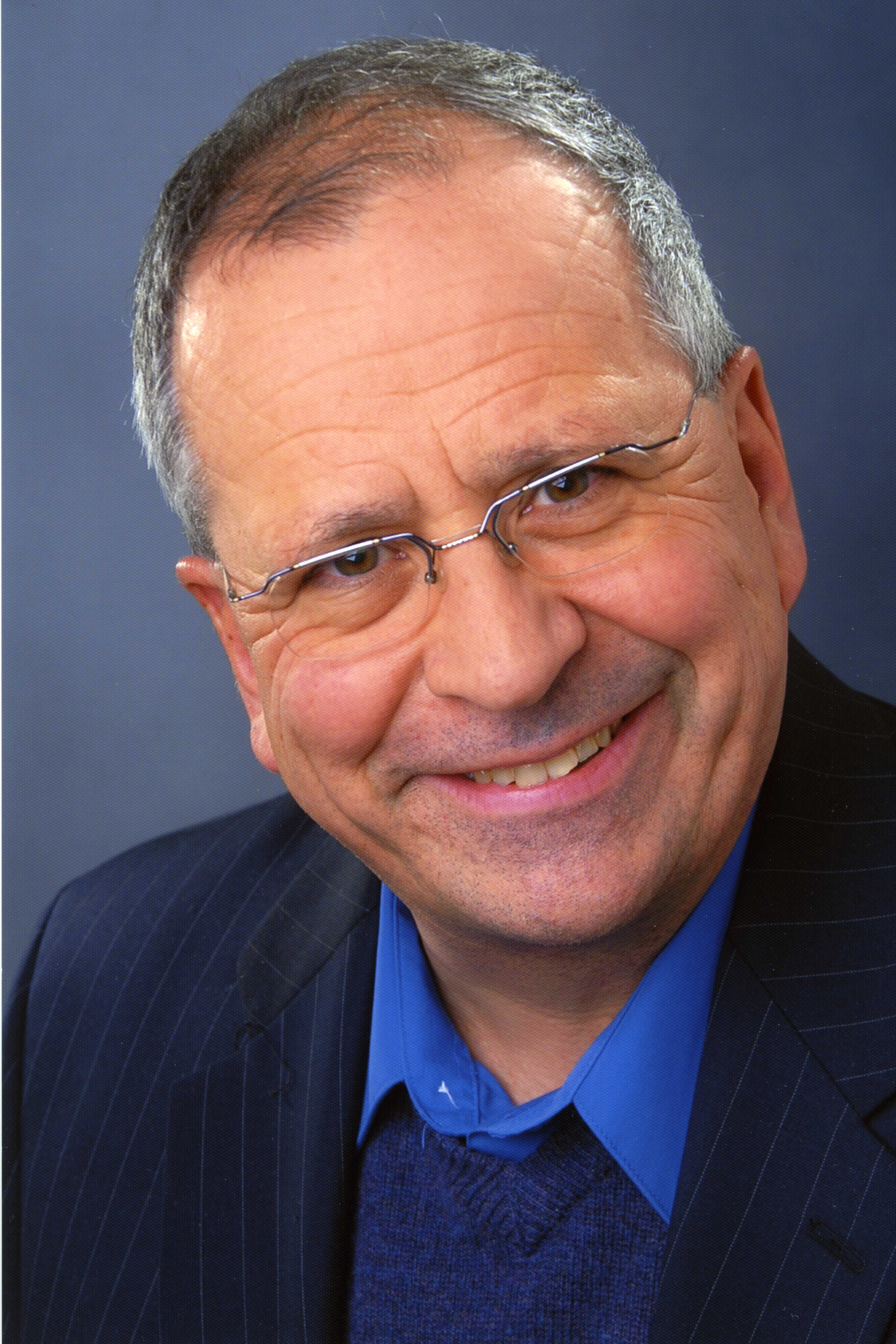
Peter Ponnath, Firmengründer und Geschäftsführer der telefilm medienprojekte

## Geschichte
1984 gründete Peter Ponnath eine Film- und Fernsehgesellschaft, die er 1988 in eine GmbH mit dem Namen „telefilm Peter Ponnath Film- und Fernsehproduktions gmbh“ überführte. Die Firma residierte zunächst in Nürnberg. 1996 wurde sie bei einem Wechsel in größere Räume und einem Umzug nach Fürth in „Telefilm MedienprojekteGmbH“ umbenannt.
In ihrer Anfangszeit beschäftigte sich die telefilm ausschließlich mit der Erstellung von Filmen und Beiträgen für öffentliche-rechtliche Sender, wie dem Bayerischen Rundfunk und dem ZDF. Nach der Gründung von SAT1, RTL und PRO 7 gehörten auch Privatsender zum Kundenkreis. Erste Privatkunden waren die BMW AG, Grundig, Tucher und andere. Heute ist die Telefilm Medienprojekte(neue Schreibweise) eine Full-Service-Filmproduktion für Imagefilm, Werbefilm, Industriefilm, Werbespot und Dokumentation mit Schwerpunkt Metropolregion Nürnberg-Fürth-Erlangen und arbeitet von hier aus für Konzerne, mittelständische Unternehmen, große TV-Sender, Behörden und Werbeagenturen im süddeutschen Raum. Zum Kundenkreis gehören Behörden und Unternehmen.
Die Firma beschäftigt zeitweise bis zu zwölf Mitarbeiter bei der Produktion von Image- und Werbefilmen und für Visualisierungen von technischen Vorgängen in 3D-Animationtechnik.

## Imagefilme- und Werbefilme
Die Telefilm MedienprojekteGmbH war Produzent der Imagefilme der Bundesrepublik Deutschland zu deren 50-jährigen Bestehen. Die Produktion umfasste insgesamt 12 Filme, die Deutschland aus verschiedenen Blickwinkeln beleuchten. Die Kamerateams der Firma waren hierzu vier Monate lang weltweit unterwegs. Eine zweistündige Zusammenfassung wurde 1999 vom amerikanischen öffentlich-rechtlichen TV-Sender PBS in zwei Teilen in den USA ausgestrahlt und später mit dem RIAS-Fernsehpreis ausgezeichnet.
Auch haben zahlreiche Großunternehmen ihre Image- und Werbefilme von der telefilm erstellen lassen, wie die Datev eG, die Nürnberger Versicherungen AG, der Müller-Verlag, der „Was-Ist-Was“-Verlag Tessloff, die Pöschl-Tobacco-Group, Quelle und Küchen-Quelle, den Bundes-Verband Deutsche CallCenter, die Heitec AG, VIAG, Rosenthal AG, Siemens, Schäfer AG, Remech AG, den 1. FCN, die Bundesagentur für Arbeit, die Automotive-Konzerne Schaeffler, Scherer & Trier und FTE und viele andere mehr. Für letztere wurden 2012 auch Aufnahmen in China und Brasilien realisiert.
Die Gesellschaft war auch maßgeblich an der Kampagne der Volks- und Raiffeisenbanken „Was uns antreibt“ beteiligt, für die sie bis 2013 insgesamt 64 Einzelprojekte realisiert hat. Das Grundkonzept lieferte 2008 die Berliner Werbeagentur Heimat. Die Kampagne setzte Maßstäbe in der Werbefilmbranche, indem sie Kunden der Genossenschaftsbanken porträtierte, die sich somit zu Botschaftern für ehrliches und nachhaltiges Handeln machten. Dieses Konzept wurde inzwischen vielfach imitiert und in abgeänderter Form von anderen Werbeagenturen und Unternehmen übernommen.

## Filmografie Kinofilme und Eigenproduktionen
1984 hatte Peter Ponnath zusammen mit Hubert Pöllmann einen Kinofilm mit dem
Titel „Der Lokalpatriot“ in Angriff genommen, der es in das Festivalprogramm der Hofer Filmtage schaffte und 1985 mit dem Kulturförderpreis der Stadt Nürnberg ausgezeichnet wurde.
1986 produzierte die Firma einen 90-minütigen Kino-Dokumentarfilm mit dem Titel „Knechtbauern“, der sich mit Problemen der weltweiten Landwirtschaftsproduktion befasste und in Thailand, Senegal und in Brasilien gedreht wurde. Er lief in Programmkinos und in der katholischen Jugend-Filmarbeit.
1992 nahm Peter Ponnath einen Film über den Christkindlesmarkt der Stadt Nürnberg in Angriff, der zum Standard für den berühmtesten Weihnachtsmarkt der Welt geworden ist. Er wurde im Lauf der Jahre immer wieder überarbeitet, zuletzt 2016 in Zusammenarbeit mit der Congress- und Tourismus-Zentrale der Stadt Nürnberg neu erstellt.
2001 folgte die dritte Kinoproduktion: „6 auf See“, eine eigenwillige Kinokomödie mit dem Fürther Komiker-Duo Martin Rassau und Volker Heißmann, die es zu fünf Ausstrahlungen im Bayerischen Fernsehen brachte. Peter Ponnath fungierte als Producer und führte gleichzeitig Regie. Gedreht wurde in Miami, USA, auf den Jungferninseln, Madeira, in Italien und auf dem Kreuzfahrtschiff „MS Melody“.
2016 drehte die Telefilm Medienprojekteden Musical-Film „Mademoiselle Marie“, nach dem gleichnamigen Theatermusical von Fritz Stiegler und Matthias Lange. Der Film ist der erste fränkische Heimatfilm und zugleich der erste Musicalfilm, der in Bayern produziert wurde. In den Hauptrollen: Romina Satiro als Marie und Manuel Unterburger als Francois. Peter Ponnath führte Regie. Die Musik spielten die Nürnberger Symphoniker und die Thilo Wolf-Big-Band ein.

## Preise und Auszeichnungen
In den Jahren 2001 und 2002 wurde die Telefilm Medienprojektemehrfach mit dem Deutschen Wirtschaftsfilmpreis des Bundesministeriums für Wirtschaft in Berlin ausgezeichnet. In denselben Jahren erhielt sie zweimal den RIAS-Fernsehpreis für internationale Dokumentarfilmproduktionen. Im Jahre 2008 wurde ihr der Branchenpreis der deutschen Verzeichnismedien zuerkannt.

## Filmografie Fernsehen
- „Wasser für DORI“ 30 Minuten (ZDF), Wasserprobleme im Sahel
- „Burma - Der Einsiedler Asiens“, 30 Minuten (Bayerischer Rundfunk): Reiseeindrücke aus einem verschlossenen Land
- „Der Lokalpatriot“, Spielfilm, Kamera und Regie (ausgezeichnet mit dem Kulturförderpreis der Stadt Nürnberg, Prädikat „Wertvoll“ durch die Filmbewertungsstelle Wiesbaden)
- „Mafia“ (Dokumentarfilmserie) ausgezeichnet mit dem Preis d. Finnischen Fernsehens 1991 und 1992 als „beste Auslandsproduktion“
- „Die verbotene Landschaft“, 45 Minuten (Bayerischer Rundfunk)
- „Die goldene Straße“, 45 Minuten (Bayerischer Rundfunk)
- „Rente unter Palmen“, 30 Minuten (Bayerischer Rundfunk)
- „50 Jahre Bundesrepublik Deutschland“ für das Bundespresseamt zum 50-jährigen Bestehen der Bundesrepublik und 4 × 30 Minuten (Bayerischer Rundfunk) zum selben Thema
- „Dollars, D-Mark und Geschäfte“, 30 Minuten (Bayerischer Rundfunk)
- „Der Techno-Pakt“, 30 Minuten (Bayerischer Rundfunk) ausgezeichnet mit dem RIAS Fernsehpreis 2000
- Eigenproduktion Kino-Comedy „6 auf See“ mit Volker Heißmann und Martin Rassau, 90 Minuten
- „Fall and Rise of Germany“, 120 Minuten (PBS, USA), RIAS-Fernsehpreis 2001
- „Fernseh-Wunderwelt“, 30 Minuten (Bayerisches Fernsehen)